# Swepol
Swepol ist die Bezeichnung einer 254,05 km langen monopolaren Hochspannungs-Gleichstrom-Übertragung (HGÜ), welche die Stromnetze Polens und Schwedens miteinander verknüpft.

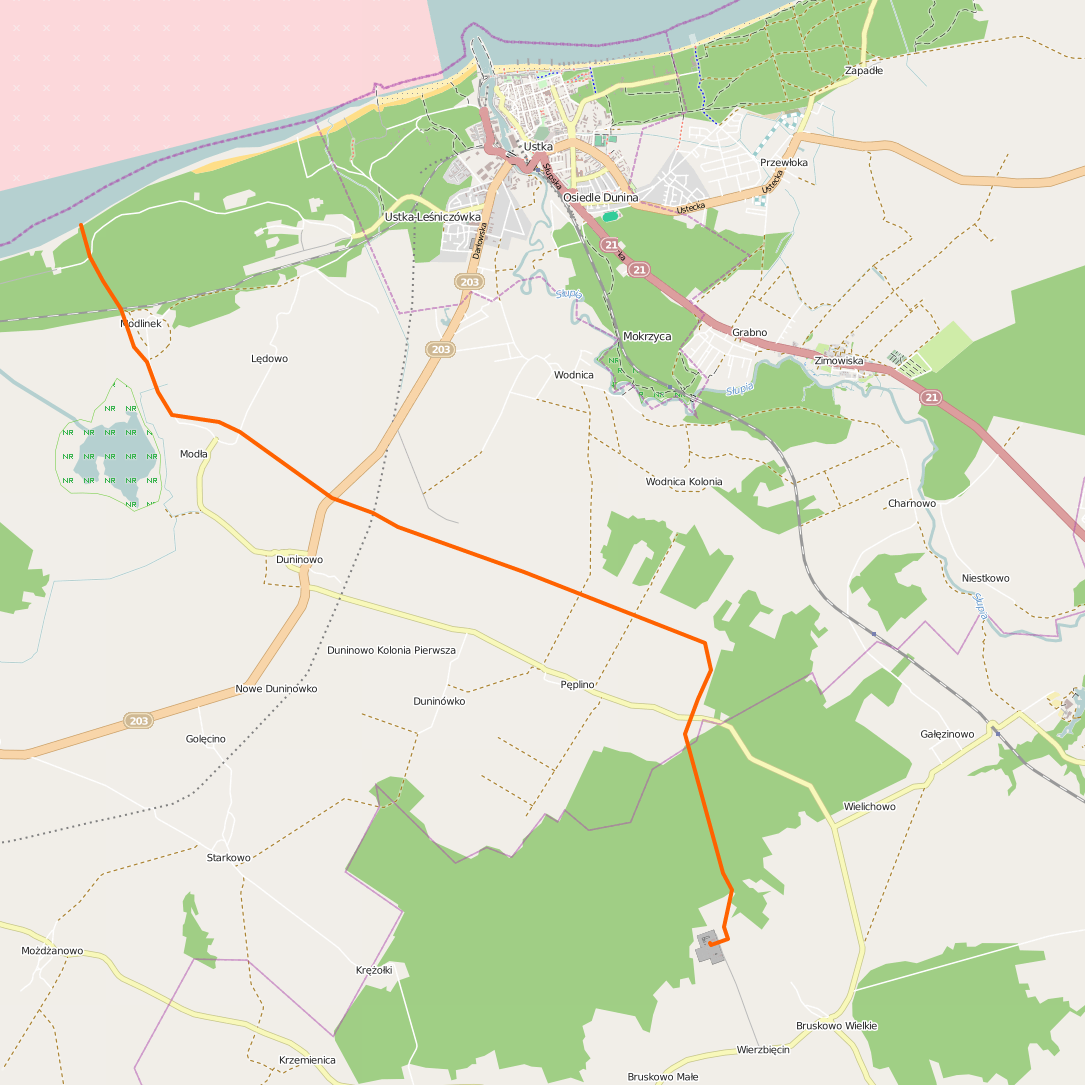
Leitungsverlauf in Polen

Die HGÜ Swepol ging im Jahr 2000 in Betrieb. In Schweden wird sie auch als Polenkabeln bezeichnet. Sie hat eine Betriebsspannung von 450 kV und eine maximale Übertragungsleistung von 600 MW. Sie verfügt über das zurzeit viertlängste Hochspannungs-Seekabel der Welt. Die Swepol besteht neben den 239,28 km Seekabelabschnitt aus zwei Landkabelabschnitten, einen von 2,22 km Länge in Schweden von der Ostseeküste zur Stromrichterstation in einem ehemaligen Steinbruch in Stärnö und einem 12,55 km langen in Polen vom Anlandungspunkt in Ustka zur Stromrichterstation in Bruskowo Wielkie. Die schwedische Umrichterstation liegt neben dem Kraftwerk Karlshamn und nutzte wie die 400-kV-Spannungsebene für den Netzanschluss.
Es wurde ursprünglich von SwePol Link Aktiebolag erbaut und betrieben. Das Unternehmen befand sich im Besitz des staatlichen schwedischen Energieunternehmens Svenska Kraftnät (51 %), Vattenfall (16 %) und des polnischen Übertragungsnetzbetreibers PSE-Operator (33 %). Im August 2012 wurden die Vermögenswerte an SwePol Link AB und PSE-Operator verkauft und die Gesellschaft aufgelöst.
Das Hochspannungskabel hat einen Querschnitt von 2100 mm². Im Unterschied zu anderen monopolaren HGÜ-Anlagen verwendet die SwePol nicht das Erdreich als Rückleiter, sondern separate Kabel. Diese bestehen in der Ostsee aus zwei parallelgeschalteten Kabeln mit 630 mm² und auf den Landabschnitten aus einem Kabel mit 1100 mm² Querschnitt. Die Kabel für den Rückleiter sind für eine Spannung von 24 kV ausgelegt. Die Erdung erfolgt in der Stromrichterstation Bruskowo Wielkie.
In beiden Stationen werden Glättungsdrosseln mit einer Induktivität von 225 mH verwendet, die als Luftspulen mit einem Gewicht von 27,5 t ausgeführt sind und sich auf der Hochspannungsseite befinden.
Als Oberschwingungsfilter werden in beiden Stationen je vier Filter verwendet, die auf die 11., die 13., die 24. und die 36. Oberschwingung abgestimmt sind und aus einer Reihenschaltung einer Spule und eines Kondensators bestehen. Hiervon sind die Filter für die 11. und die 13. Oberschwingung durch Verstellung des Induktivitätswertes abstimmbar. Die Filter liefern eine Blindleistung von 95 Mvar. Weitere 95 Mvar sind über eine Kondensatorbank verfügbar.
In beiden Stationen ist der Stromrichter als Zwölfpulsschaltung mit 792 Thyristoren ausgeführt und in je drei 16 m hohen Thyristortürmen untergebracht, die sich in einer Stromrichterhalle befinden.
Seit Betriebsaufnahme traten elf Kabelschäden auf, einmal verursacht durch einen Anker und einmal durch ein Fischernetz. Eine Netzstörung führte dazu, dass Energie von Schweden in das polnische Stromnetz eingespeist wurde. Am 14. Februar 2005 brannte in der polnischen Stromrichterstation die Glättungsdrossel; sie musste anschließend in einer 20-stündigen Aktion durch eine neue ersetzt werden. Zwei Feuer in den Oberschwingungsfiltern machten eine Neukonstruktion der Filter notwendig.